# Плем'я Рувима
Пле́м'я Руви́ма (івр. שֵׁבֶט רְאוּבֵן‬, Shevet Re'uven; лат. tribus Ruben) — одне з племен (колін) Ізраїлевих. Походило відповідно Біблії від Рувима, першого сина патріарха Якова. Як старший серед своїх братів, він міг сподіватися на особливе благословення батька. Однак тому, що він осквернив ложе свого батька розпусним зв'язком з наложницею останнього, патріарх позбавив його права первородства.
До того часу, коли врятований Йосип запросив братів до себе в Єгипет, Рувим мав уже чотирьох синів (Бут. 46:9). З цього часу нічого не відомо щодо подальшої особистої історії Рувима. При розділі Палестини покоління Рувима отримало у своє володіння родючі наділи землі на схід від річки Йордан, між Арноном з півдня та Іацером з півночі. Нащадки племені Рувима після Виходу з Єгипту мало 46 500 чоловік віком від 20 років й старше. Сучасна назва теренів племені Рувима — пасовища і луки «Бєлка» (на схід від р. Йордан). Тому стали першими жертвами ассирійського гніту та полону.